# Holmesville (Nebraska)
Holmesville je naseljeno područje za statističke svrhe u američkoj saveznoj državi Nebraska. Prema popisu stanovništva iz 2010. u njemu je živjelo 51 stanovnika.